# Scolopendra robusta
Scolopendra robusta är en mångfotingart som beskrevs av Kraepelin 1903. Scolopendra robusta ingår i släktet Scolopendra och familjen Scolopendridae. Inga underarter finns listade i Catalogue of Life.